# Benedikó
Benedikó (szlovákul Beňadovo) község Szlovákiában, a Zsolnai kerületben, a Námesztói járásban.

## Fekvése
Námesztótól 17 km-re nyugatra található.

## Története
A település a 17. század közepén keletkezett, első lakói tyapessói favágók, pásztorok voltak. 1663-ban „Tyapessómező”, 1677-ben „Benedikowa” néven bukkan fel. A falut magát 1761-ben említik először. 1786-ban „Benedikow” volt a neve, az árvai uradalomhoz tartozott.
A 18. század végén Vályi András így ír róla: „BENEDIKOVA. Benediko. Tót falu Árva Vármegyében, lakosai katolikusok, fekszik Mutne falunak szomszédságában, mellynek filiája. Magara hegye között, Alsó Kubintól nem meszsze, határbéli földgye soványas, vagyonnyai sem nevezetesek, harmadik Osztálybéli.”
1828-ban 68 házában 366 lakos élt, akik favágással, mezőgazdasággal, állattartással foglalkoztak.
Fényes Elek 1851-ben kiadott geográfiai szótárában így ír a faluról: „Benedikov, tót falu, Árva vármegyében, 366 katholikus lak. 14 sessió. F. u. az árvai urad. Ut. p. Rosenberg.”
1899-ben „Benedekháza” névre magyarosították. A trianoni békéig Árva vármegye Námesztói járásához tartozott.

## Népessége
| Év:            | 1994. | 2004.    | 2014.    | 2024.    |
| -------------- | ----- | -------- | -------- | -------- |
| Emberek száma: | 655   | 730      | 810      | 973      |
| Eltérés:       |       | +11,45 % | +10,95 % | +20,12 % |

| Év:            | 2023. | 2024.   |
| -------------- | ----- | ------- |
| Emberek száma: | 963   | 973     |
| Eltérés:       |       | +1,03 % |

1910-ben 372, túlnyomórészt szlovák lakosa volt.
2001-ben 700 szlovák lakosa volt.
2011-ben 772 lakosából 767 szlovák.

## Nevezetességei
- Szent Vendel tiszteletére szentelt római katolikus temploma.
- 1878-ban épített fa haranglába.